# Embarcadero Virgilio Tedín
Virgilio Tedín es una estación de ferrocarril ubicada en el departamento General Güemes, provincia de Salta, Argentina.

## Historia
La estación fue abierta al tránsito en 1889 por el Ferrocarril Central Norte Argentino.

## Servicios
No presta servicios de pasajeros, solo de cargas. Sus vías e instalaciones están a cargo de la empresa estatal Trenes Argentinos Cargas.

## Toponimia
Debe su nombre a Virgilio Mariano Tedín, juez argentino.